# Segona divisió B espanyola de futbol 2002-2003
Dades de la Temporada 2002-2003 de la Segona divisió B espanyola de futbol:

## Classificació dels clubs dels Països Catalans

### Grup 3
|         |                     | PJ | Pts | PG | PE | PP | GF | GC |
| ------- | ------------------- | -- | --- | -- | -- | -- | -- | -- |
|         | 1 CE Castelló       | 38 | 74  | 20 | 14 | 4  | 48 | 17 |
|         | 2 FC Barcelona B    | 38 | 64  | 18 | 10 | 10 | 64 | 44 |
|         | 3 Burgos CF         | 38 | 59  | 15 | 14 | 9  | 38 | 28 |
|         | 4 UEA Gramenet      | 38 | 57  | 15 | 12 | 11 | 38 | 33 |
|         | 5 Alacant CF        | 38 | 57  | 15 | 12 | 11 | 56 | 43 |
|         | 6 València CF B     | 38 | 57  | 16 | 9  | 13 | 56 | 53 |
|         | 7 CE Sabadell FC    | 38 | 54  | 16 | 6  | 16 | 47 | 54 |
|         | 8 UE Lleida         | 38 | 54  | 14 | 12 | 12 | 45 | 44 |
|         | 9 Club Gimnàstic    | 38 | 53  | 13 | 14 | 11 | 46 | 42 |
|         | 10 RCD Espanyol B   | 38 | 53  | 15 | 8  | 15 | 52 | 48 |
|         | 11 Hèrcules CF      | 38 | 52  | 12 | 16 | 10 | 45 | 35 |
|         | 12 CF Palamós       | 38 | 52  | 13 | 13 | 12 | 45 | 47 |
|         | 13 CE Mataró        | 38 | 47  | 13 | 8  | 17 | 51 | 54 |
|         | 14 RCD Mallorca B   | 38 | 47  | 11 | 14 | 13 | 44 | 50 |
|         | 15 Novelda CF       | 38 | 44  | 10 | 14 | 14 | 37 | 50 |
|         | 16 UE Figueres      | 38 | 44  | 10 | 14 | 14 | 43 | 47 |
| Descens | 17 CF Gavà          | 38 | 44  | 11 | 11 | 16 | 40 | 57 |
| Descens | 18 CF Reus Deportiu | 38 | 41  | 11 | 8  | 19 | 44 | 59 |
| Descens | 19 CE L'Hospitalet  | 38 | 38  | 9  | 11 | 18 | 34 | 50 |
| Descens | 20 Oriola CF        | 38 | 32  | 6  | 14 | 18 | 34 | 52 |

Màxims golejadors
- 18 	 SERGIO GARCÍA (Barcelona B)
- 16 	 BARBARIN (Burgos)
- 16 	 MORANTE (Alacant)
- 15 	 TARRÉS (Sabadell)
- 15 	 NANO (Lleida)

Porters menys golejats
- 0,43 	15/35 	 OLIVA (Castelló)
- 0,72 	21/29 	 SANTISTEBAN (Burgos)
- 0,85 	23/27 	 TOÑO (Hèrcules)
- 0,93 	28/30 	 MORALES (Gramenet)
- 1,03 	36/35 	 EDUARDO (Lleida)

## Classificació de la resta de grups
| Pos. | Club                   | Punts |
| ---- | ---------------------- | ----- |
| 1    | Universidad Las Palmas | 72    |
| 2    | Zamora                 | 66    |
| 3    | Lanzarote              | 64    |
| 4    | Pontevedra             | 64    |
| 5    | Cultural Leonesa       | 63    |
| 6    | Real Madrid B          | 59    |
| 7    | Alcorcón               | 56    |
| 8    | Playas Jandía          | 52    |
| 9    | Alcalá                 | 51    |
| 10   | Ourense                | 51    |
| 11   | Ponteferradina         | 49    |
| 12   | Atlètic de Madrid B    | 48    |
| 13   | Avilés Industrial      | 48    |
| 14   | Celta B                | 48    |
| 15   | Corralejo              | 46    |
| 16   | Langreo                | 45    |
| 17   | Marino                 | 42    |
| 18   | CD Lugo                | 42    |
| 19   | Ávila                  | 26    |
| 20   | Ribadesella            | 25    |

| Pos. | Club                   | Punts |
| ---- | ---------------------- | ----- |
| 1    | Real Unión             | 70    |
| 2    | Barakaldo              | 68    |
| 3    | Logroñés               | 68    |
| 4    | Athletic Club B        | 66    |
| 5    | Deoportivo Alavés B    | 64    |
| 6    | Gimnastica Torrelavega | 58    |
| 7    | Conquense              | 57    |
| 8    | Amurrio                | 56    |
| 9    | Osasuna B              | 52    |
| 10   | Talavera               | 49    |
| 11   | Racing Santander B     | 49    |
| 12   | CD Toledo              | 48    |
| 13   | Racing Zaragoza B      | 48    |
| 14   | Peña Sport             | 46    |
| 15   | Aurrerá Vitoria        | 45    |
| 16   | Calahorra              | 44    |
| 17   | Gernika                | 42    |
| 18   | Noja                   | 37    |
| 19   | Peralta                | 35    |
| 20   | Binéfar                | 24    |

| Pos. | Club               | Punts |
| ---- | ------------------ | ----- |
| 1    | Algeciras          | 72    |
| 2    | Deportivo Málaga B | 70    |
| 3    | Ciudad Murcia      | 68    |
| 4    | Cádiz              | 68    |
| 5    | Extremadura        | 65    |
| 6    | Cacereño           | 62    |
| 7    | Ceuta              | 60    |
| 8    | Écija              | 53    |
| 9    | Jerez              | 48    |
| 10   | Sevilla B          | 48    |
| 11   | Cartagonova        | 47    |
| 12   | Real Jaén          | 46    |
| 13   | Mérida             | 46    |
| 14   | Melilla            | 46    |
| 15   | Real Betis B       | 45    |
| 16   | Linares            | 44    |
| 17   | Zafra              | 43    |
| 18   | Moralo             | 37    |
| 19   | Torredonjimeno     | 28    |
| 20   | Motril             | 22    |

## Resultats finals
- Campions: Universidad de Las Palmas, Real Unión, Castelló i Algeciras CF
- Ascensos a Segona divisió espanyola de futbol: Cadis CF, Algeciras CF, Málaga B i Ciudad de Murcia

- Descensos a Tercera divisió: Marino de Luanco, CD Lugo, Ávila, Ribadesella, Gernika, Peralta, Noja, CE Binèfar, Aurrerá Vitoria, Gavà, Reus Deportiu, L'Hospitalet, Oriola CF, Díter Zafra, Moralo, Torredonjimeno, Motril i Langreo

## Llegenda
PJ-partits jugats, PG-guanyats, PE-empatats, PP-perduts, GF-gols a favor, GC-gols en contra, Pts-punts
| Promoció d'ascens | Promoció de descens | Descens directe |

 Ascens de categoria
 Descens de categoria